# Christian Fuchs
Christian Fuchs (Neunkirchen, 7 aprile 1986) è un allenatore di calcio ed ex calciatore austriaco, di ruolo difensore o centrocampista, tecnico in seconda del Charlotte FC.

## Caratteristiche tecniche
Terzino sinistro, molto atletico e dinamico, può giocare anche come laterale sinistro di centrocampo, tuttavia è molto abile nell'effettuare cross ed assist ai compagni.

## Carriera

### Club
Dopo aver giocato nel Wr. Neustädter passa al Mattersburg, dove, a dicembre 2003, debutta nel calcio professionistico. L'anno successivo, diventa titolare e lo rimane per quattro stagioni, in cui mette a segno 12 reti nel campionato austriaco e debutta in campo internazionale nel preliminare di Coppa UEFA contro il Wisła Cracovia. In totale, ha collezionato 140 presenze nella massima serie austriaca e ha raggiunto due finali di Coppa d'Austria. In entrambe il Mattesburg viene sconfitto dall'Austria Vienna (0-3 e 1-2).
Nella sessione estiva del calciomercato 2008 passa al Bochum, in Bundesliga. Tra le file del Bochum milita due stagioni, all'inizio della stagione 2010-2011 viene ceduto in prestito al Magonza disputando 31 partite in campionato. Nell'estate 2011 viene acquistato dallo Schalke 04. Alla terza giornata, nella partita esterna contro il Magonza, sua ex-squadra, segna il goal del 2-4 per il club di Gelsenkirchen, sua prima rete con la nuova squadra.

#### Leicester City
Il 3 giugno 2015 viene ingaggiato dal Leicester City, con cui firma un contratto triennale. Spesso titolare in una squadra che supera ogni aspettativa, si ritrova in prima posizione con 7 punti di vantaggio sul Tottenham quando mancano solo tre gare alla fine del campionato. Il 2 maggio 2016, grazie al pareggio per 2-2 del Tottenham in casa del Chelsea, che segue il pareggio del giorno prima delle Foxes contro il Manchester Utd per 1-1, si laurea campione d'Inghilterra 2015-2016 con il Leicester City. Il 21 ottobre prolunga per 3 stagioni con la squadra inglese.
Il 21 maggio 2021, dopo sei anni di militanza, annuncia la sua partenza

#### Charlotte Independence e Charlotte FC
Il 27 luglio 2021 firma per 6 mesi per lo Charlotte Independence; squadra militante in USL League One; terzo livello del campionato americano.
Il 1º gennaio 2022, a sorpresa, firma per un nuovo club che lo stesso anno parteciperà per la prima volta alla MLS, il Charlotte FC; dove inizierà la sua prima esperienza al di fuori dell'Europa. L'accordo era stato già stipulato dal 6 giugno 2021.
Il 5 gennaio 2023, si ritirerà ufficialmente dalle attività calcistiche.

### Nazionale
La prima convocazione con la nazionale austriaca arriva da parte di Josef Hickersberger nel gennaio 2006, ma il debutto avviene solo quattro mesi dopo contro la Croazia (1-4). Ha partecipato a Euro 2008, ultima manifestazione a cui si è qualificata la nazionale austriaca sino agli Europei 2016, disputatisi in Francia e per i quali viene convocato. Al termine della manifestazione, in cui l'Austria è stata eliminata nel girone, lascia la nazionale dopo aver raccolto 78 presenze e aver segnato una rete in dieci anni.

### Allenatore
Il 6 gennaio 2023, dopo aver annunciato il proprio ritiro dalle attività calcistiche, sarà nominato viceallenatore del Charlotte FC.

## Statistiche

### Presenze e reti nei club
Statistiche aggiornate all'8 novembre 2022.
| Stagione              | Squadra                | Campionato            | Campionato | Campionato | Coppe nazionali | Coppe nazionali | Coppe nazionali | Coppe continentali | Coppe continentali | Coppe continentali | Altre coppe | Altre coppe | Altre coppe | Totale | Totale |
| Stagione              | Squadra                | Comp                  | Pres       | Reti       | Comp            | Pres            | Reti            | Comp               | Pres               | Reti               | Comp        | Pres        | Reti        | Pres   | Reti   |
| --------------------- | ---------------------- | --------------------- | ---------- | ---------- | --------------- | --------------- | --------------- | ------------------ | ------------------ | ------------------ | ----------- | ----------- | ----------- | ------ | ------ |
| mag.-giu. 2002        | Wr. Neustädter         | WSL                   | 4          | 1          | CA              | 0               | 0               | -                  | -                  | -                  | -           | -           | -           | 4      | 1      |
| 2002-2003             | Wr. Neustädter         | WSL                   | 17         | 2          | CA              | 0               | 0               | -                  | -                  | -                  | -           | -           | -           | 17     | 2      |
| Totale Wr. Neustädter | Totale Wr. Neustädter  | Totale Wr. Neustädter | 21         | 3          |                 | 0               | 0               |                    | -                  | -                  |             | -           | -           | 21     | 3      |
| 2003-2004             | Mattersburg            | BL                    | 14         | 0          | CA              | 1               | 0               | -                  | -                  | -                  | -           | -           | -           | 15     | 0      |
| 2004-2005             | Mattersburg            | BL                    | 24         | 2          | CA              | 2               | 0               | -                  | -                  | -                  | -           | -           | -           | 26     | 2      |
| 2005-2006             | Mattersburg            | BL                    | 35         | 1          | CA              | 5               | 2               | -                  | -                  | -                  | -           | -           | -           | 40     | 3      |
| 2006-2007             | Mattersburg            | BL                    | 35         | 6          | CA              | 4               | 1               | CU                 | 2                  | 0                  | -           | -           | -           | 41     | 7      |
| 2007-2008             | Mattersburg            | BL                    | 33         | 3          |                 | -               | -               | -                  | -                  | -                  | -           | -           | -           | 33     | 3      |
| Totale Mattersburg    | Totale Mattersburg     | Totale Mattersburg    | 141        | 12         |                 | 12              | 3               |                    | 2                  | 0                  |             | -           | -           | 155    | 15     |
| 2008-2009             | Bochum                 | BL                    | 22         | 2          | CG              | 2               | 0               | -                  | -                  | -                  | -           | -           | -           | 24     | 2      |
| 2009-2010             | Bochum                 | BL                    | 31         | 4          | CG              | 2               | 0               | -                  | -                  | -                  | -           | -           | -           | 33     | 4      |
| Totale Bochum         | Totale Bochum          | Totale Bochum         | 53         | 6          |                 | 4               | 0               |                    | -                  | -                  |             | -           | -           | 57     | 6      |
| 2010-2011             | Magonza                | BL                    | 31         | 0          | CG              | 2               | 0               | -                  | -                  | -                  | -           | -           | -           | 33     | 0      |
| 2011-2012             | Schalke 04             | BL                    | 29         | 2          | CG              | 3               | 0               | UEL                | 11                 | 2                  | SG          | 1           | 0           | 44     | 4      |
| 2012-2013             | Schalke 04             | BL                    | 29         | 0          | CG              | 2               | 0               | UCL                | 6                  | 1                  | -           | -           | -           | 37     | 1      |
| 2013-2014             | Schalke 04             | BL                    | 16         | 0          | CG              | 2               | 0               | UCL                | 7                  | 0                  | -           | -           | -           | 25     | 0      |
| 2014-2015             | Schalke 04             | BL                    | 25         | 2          | CG              | 0               | 0               | UCL                | 5                  | 1                  | -           | -           | -           | 30     | 3      |
| Totale Schalke 04     | Totale Schalke 04      | Totale Schalke 04     | 99         | 4          |                 | 7               | 0               |                    | 29                 | 4                  |             | 1           | 0           | 136    | 8      |
| 2015-2016             | Leicester City         | PL                    | 32         | 0          | FACup+CdL       | 0+2             | 0               | -                  | -                  | -                  | -           | -           | -           | 34     | 0      |
| 2016-2017             | Leicester City         | PL                    | 36         | 2          | FACup+CdL       | 2+0             | 0               | UCL                | 9                  | 0                  | CS          | 1           | 0           | 48     | 2      |
| 2017-2018             | Leicester City         | PL                    | 25         | 0          | FACup+CdL       | 2+2             | 0               | -                  | -                  | -                  | -           | -           | -           | 29     | 0      |
| 2018-2019             | Leicester City         | PL                    | 3          | 0          | FACup+CdL       | 1+4             | 0+1             | -                  | -                  | -                  | -           | -           | -           | 8      | 1      |
| 2019-2020             | Leicester City         | PL                    | 11         | 0          | FACup+CdL       | 2+4             | 0               | -                  | -                  | -                  | -           | -           | -           | 17     | 0      |
| 2020-2021             | Leicester City         | PL                    | 9          | 0          | FACup+CdL       | 1+1             | 0+0             | UEL                | 5                  | 0                  | -           | -           | -           | 16     | 0      |
| Totale Leicester City | Totale Leicester City  | Totale Leicester City | 116        | 2          |                 | 21              | 1               |                    | 14                 | 0                  |             | 1           | 0           | 152    | 3      |
| 2021                  | Charlotte Independence | USL                   | 15+2       | 1+1        | -               | -               | -               | -                  | -                  | -                  | -           | -           | -           | 17     | 2      |
| 2022                  | Charlotte FC           | MLS                   | 26         | 3          | USOC            | 1               | 0               | -                  | -                  | -                  | -           | -           | -           | 27     | 3      |
| Totale carriera       | Totale carriera        | Totale carriera       | 504        | 32         |                 | 47              | 4               |                    | 45                 | 4                  |             | 2           | 0           | 582    | 40     |

### Cronologia presenze e reti in nazionale
| Cronologia completa delle presenze e delle reti in nazionale ― Austria | Cronologia completa delle presenze e delle reti in nazionale ― Austria | Cronologia completa delle presenze e delle reti in nazionale ― Austria | Cronologia completa delle presenze e delle reti in nazionale ― Austria | Cronologia completa delle presenze e delle reti in nazionale ― Austria | Cronologia completa delle presenze e delle reti in nazionale ― Austria | Cronologia completa delle presenze e delle reti in nazionale ― Austria | Cronologia completa delle presenze e delle reti in nazionale ― Austria |
| Data                                                                   | Città                                                                  | In casa                                                                | Risultato                                                              | Ospiti                                                                 | Competizione                                                           | Reti                                                                   | Note                                                                   |
| ---------------------------------------------------------------------- | ---------------------------------------------------------------------- | ---------------------------------------------------------------------- | ---------------------------------------------------------------------- | ---------------------------------------------------------------------- | ---------------------------------------------------------------------- | ---------------------------------------------------------------------- | ---------------------------------------------------------------------- |
| 23-5-2006                                                              | Vienna                                                                 | Austria                                                                | 1 – 4                                                                  | Croazia                                                                | Amichevole                                                             | -                                                                      | 84’                                                                    |
| 6-10-2006                                                              | Vaduz                                                                  | Liechtenstein                                                          | 1 – 2                                                                  | Austria                                                                | Amichevole                                                             | -                                                                      | 67’                                                                    |
| 11-10-2006                                                             | Innsbruck                                                              | Austria                                                                | 2 – 1                                                                  | Svizzera                                                               | Amichevole                                                             | -                                                                      |                                                                        |
| 15-11-2006                                                             | Vienna                                                                 | Austria                                                                | 4 – 1                                                                  | Trinidad e Tobago                                                      | Amichevole                                                             | -                                                                      |                                                                        |
| 7-2-2007                                                               | Ta' Qali                                                               | Malta                                                                  | 1 – 1                                                                  | Austria                                                                | Amichevole                                                             | -                                                                      | 46’                                                                    |
| 24-3-2007                                                              | Vienna                                                                 | Austria                                                                | 1 – 1                                                                  | Ghana                                                                  | Amichevole                                                             | -                                                                      |                                                                        |
| 28-3-2007                                                              | Saint-Denis                                                            | Francia                                                                | 1 – 0                                                                  | Austria                                                                | Amichevole                                                             | -                                                                      |                                                                        |
| 30-5-2007                                                              | Vienna                                                                 | Austria                                                                | 0 – 1                                                                  | Scozia                                                                 | Amichevole                                                             | -                                                                      | 74’                                                                    |
| 2-6-2007                                                               | Vienna                                                                 | Austria                                                                | 0 – 0                                                                  | Paraguay                                                               | Amichevole                                                             | -                                                                      | 46’                                                                    |
| 7-9-2007                                                               | Klagenfurt am Wörthersee                                               | Austria                                                                | 0 – 0 dts (4 – 3 dtr)                                                  | Giappone                                                               | Amichevole                                                             | -                                                                      |                                                                        |
| 11-9-2007                                                              | Vienna                                                                 | Austria                                                                | 0 – 2                                                                  | Cile                                                                   | Amichevole                                                             | -                                                                      | 74’                                                                    |
| 13-10-2007                                                             | Zurigo                                                                 | Svizzera                                                               | 3 – 1                                                                  | Austria                                                                | Amichevole                                                             | -                                                                      |                                                                        |
| 17-10-2007                                                             | Innsbruck                                                              | Austria                                                                | 3 – 2                                                                  | Costa d'Avorio                                                         | Amichevole                                                             | -                                                                      | 81’                                                                    |
| 21-11-2007                                                             | Vienna                                                                 | Austria                                                                | 0 – 0                                                                  | Tunisia                                                                | Amichevole                                                             | -                                                                      | 66’ 65’                                                                |
| 6-2-2008                                                               | Vienna                                                                 | Austria                                                                | 0 – 3                                                                  | Germania                                                               | Amichevole                                                             | -                                                                      |                                                                        |
| 26-3-2008                                                              | Vienna                                                                 | Austria                                                                | 3 – 4                                                                  | Paesi Bassi                                                            | Amichevole                                                             | -                                                                      | 73’                                                                    |
| 27-5-2008                                                              | Graz                                                                   | Austria                                                                | 1 – 1                                                                  | Nigeria                                                                | Amichevole                                                             | -                                                                      | 61’                                                                    |
| 16-6-2008                                                              | Vienna                                                                 | Austria                                                                | 0 – 1                                                                  | Germania                                                               | Euro 2008 - 1º turno                                                   | -                                                                      |                                                                        |
| 20-8-2008                                                              | Nizza                                                                  | Italia                                                                 | 2 – 2                                                                  | Austria                                                                | Amichevole                                                             | -                                                                      |                                                                        |
| 6-9-2008                                                               | Vienna                                                                 | Austria                                                                | 3 – 1                                                                  | Francia                                                                | Qual. Mondiali 2010                                                    | -                                                                      |                                                                        |
| 10-9-2008                                                              | Marijampolė                                                            | Lituania                                                               | 2 – 0                                                                  | Austria                                                                | Qual. Mondiali 2010                                                    | -                                                                      | 86’                                                                    |
| 11-10-2008                                                             | Tórshavn                                                               | Fær Øer                                                                | 1 – 1                                                                  | Austria                                                                | Qual. Mondiali 2010                                                    | -                                                                      |                                                                        |
| 15-10-2008                                                             | Vienna                                                                 | Austria                                                                | 1 – 3                                                                  | Serbia                                                                 | Qual. Mondiali 2010                                                    | -                                                                      |                                                                        |
| 19-11-2008                                                             | Vienna                                                                 | Austria                                                                | 2 – 4                                                                  | Turchia                                                                | Amichevole                                                             | -                                                                      |                                                                        |
| 12-8-2009                                                              | Klagenfurt am Wörthersee                                               | Austria                                                                | 0 – 2                                                                  | Camerun                                                                | Amichevole                                                             | -                                                                      | 46’                                                                    |
| 5-9-2009                                                               | Graz                                                                   | Austria                                                                | 3 – 1                                                                  | Fær Øer                                                                | Qual. Mondiali 2010                                                    | -                                                                      |                                                                        |
| 9-9-2009                                                               | Bucarest                                                               | Romania                                                                | 1 – 1                                                                  | Austria                                                                | Qual. Mondiali 2010                                                    | -                                                                      | 84’                                                                    |
| 14-10-2009                                                             | Saint-Denis                                                            | Francia                                                                | 3 – 1                                                                  | Austria                                                                | Qual. Mondiali 2010                                                    | -                                                                      | 25’ 80’                                                                |
| 18-11-2009                                                             | Vienna                                                                 | Austria                                                                | 1 – 5                                                                  | Spagna                                                                 | Amichevole                                                             | -                                                                      |                                                                        |
| 3-3-2010                                                               | Vienna                                                                 | Austria                                                                | 2 – 1                                                                  | Danimarca                                                              | Amichevole                                                             | -                                                                      |                                                                        |
| 19-5-2010                                                              | Klagenfurt am Wörthersee                                               | Austria                                                                | 0 – 1                                                                  | Croazia                                                                | Amichevole                                                             | -                                                                      |                                                                        |
| 11-8-2010                                                              | Klagenfurt am Wörthersee                                               | Austria                                                                | 0 – 1                                                                  | Svizzera                                                               | Amichevole                                                             | -                                                                      |                                                                        |
| 7-9-2010                                                               | Siezenheim                                                             | Austria                                                                | 2 – 0                                                                  | Kazakistan                                                             | Qual. Euro 2012                                                        | -                                                                      |                                                                        |
| 8-10-2010                                                              | Vienna                                                                 | Austria                                                                | 3 – 0                                                                  | Azerbaigian                                                            | Qual. Euro 2012                                                        | -                                                                      |                                                                        |
| 12-10-2010                                                             | Bruxelles                                                              | Belgio                                                                 | 4 – 4                                                                  | Austria                                                                | Qual. Euro 2012                                                        | -                                                                      |                                                                        |
| 17-11-2010                                                             | Vienna                                                                 | Austria                                                                | 1 – 2                                                                  | Grecia                                                                 | Amichevole                                                             | 1                                                                      |                                                                        |
| 9-2-2011                                                               | Eindhoven                                                              | Paesi Bassi                                                            | 3 – 1                                                                  | Austria                                                                | Amichevole                                                             | -                                                                      | Cap.                                                                   |
| 25-3-2011                                                              | Vienna                                                                 | Austria                                                                | 0 – 2                                                                  | Belgio                                                                 | Qual. Euro 2012                                                        | -                                                                      |                                                                        |
| 29-3-2011                                                              | Istanbul                                                               | Turchia                                                                | 2 – 0                                                                  | Austria                                                                | Qual. Euro 2012                                                        | -                                                                      | 73’                                                                    |
| 3-6-2011                                                               | Vienna                                                                 | Austria                                                                | 1 – 2                                                                  | Germania                                                               | Qual. Euro 2012                                                        | -                                                                      | Cap.                                                                   |
| 7-6-2011                                                               | Graz                                                                   | Austria                                                                | 3 – 1                                                                  | Lettonia                                                               | Amichevole                                                             | -                                                                      | 90’                                                                    |
| 10-8-2011                                                              | Klagenfurt am Wörthersee                                               | Austria                                                                | 1 – 2                                                                  | Slovacchia                                                             | Amichevole                                                             | -                                                                      |                                                                        |
| 2-9-2011                                                               | Gelsenkirchen                                                          | Germania                                                               | 6 – 2                                                                  | Austria                                                                | Qual. Euro 2012                                                        | -                                                                      | Cap.                                                                   |
| 6-9-2011                                                               | Vienna                                                                 | Austria                                                                | 0 – 0                                                                  | Turchia                                                                | Qual. Euro 2012                                                        | -                                                                      |                                                                        |
| 7-10-2011                                                              | Baku                                                                   | Azerbaigian                                                            | 1 – 4                                                                  | Austria                                                                | Qual. Euro 2012                                                        | -                                                                      |                                                                        |
| 11-10-2011                                                             | Astana                                                                 | Kazakistan                                                             | 0 – 0                                                                  | Austria                                                                | Qual. Euro 2012                                                        | -                                                                      |                                                                        |
| 15-11-2011                                                             | Leopoli                                                                | Ucraina                                                                | 2 – 1                                                                  | Austria                                                                | Amichevole                                                             | -                                                                      |                                                                        |
| 15-8-2012                                                              | Vienna                                                                 | Austria                                                                | 2 – 0                                                                  | Turchia                                                                | Amichevole                                                             | -                                                                      | Cap. 84’                                                               |
| 11-9-2012                                                              | Vienna                                                                 | Austria                                                                | 1 – 2                                                                  | Germania                                                               | Qual. Mondiali 2014                                                    | -                                                                      | Cap. 60’                                                               |
| 12-10-2012                                                             | Astana                                                                 | Kazakistan                                                             | 0 – 0                                                                  | Austria                                                                | Qual. Mondiali 2014                                                    | -                                                                      | Cap.                                                                   |
| 16-10-2012                                                             | Vienna                                                                 | Austria                                                                | 4 – 0                                                                  | Kazakistan                                                             | Qual. Mondiali 2014                                                    | -                                                                      | Cap.                                                                   |
| 22-3-2013                                                              | Vienna                                                                 | Austria                                                                | 6 – 0                                                                  | Fær Øer                                                                | Qual. Mondiali 2014                                                    | -                                                                      | Cap. 72’                                                               |
| 26-3-2013                                                              | Dublino                                                                | Irlanda                                                                | 2 – 2                                                                  | Austria                                                                | Qual. Mondiali 2014                                                    | -                                                                      | Cap.                                                                   |
| 7-6-2013                                                               | Vienna                                                                 | Austria                                                                | 2 – 1                                                                  | Svezia                                                                 | Qual. Mondiali 2014                                                    | -                                                                      | Cap.                                                                   |
| 14-8-2013                                                              | Siezenheim                                                             | Austria                                                                | 0 – 2                                                                  | Grecia                                                                 | Amichevole                                                             | -                                                                      | Cap. 74’                                                               |
| 6-9-2013                                                               | Monaco di Baviera                                                      | Germania                                                               | 3 – 0                                                                  | Austria                                                                | Qual. Mondiali 2014                                                    | -                                                                      | Cap.                                                                   |
| 10-9-2013                                                              | Vienna                                                                 | Austria                                                                | 1 – 0                                                                  | Irlanda                                                                | Qual. Mondiali 2014                                                    | -                                                                      | Cap.                                                                   |
| 11-10-2013                                                             | Stoccolma                                                              | Svezia                                                                 | 2 – 1                                                                  | Austria                                                                | Qual. Mondiali 2014                                                    | -                                                                      | Cap.                                                                   |
| 15-10-2013                                                             | Tórshavn                                                               | Fær Øer                                                                | 0 – 3                                                                  | Austria                                                                | Qual. Mondiali 2014                                                    | -                                                                      | Cap. 72’                                                               |
| 19-11-2013                                                             | Vienna                                                                 | Austria                                                                | 1 – 0                                                                  | Stati Uniti                                                            | Amichevole                                                             | -                                                                      | Cap.                                                                   |
| 8-9-2014                                                               | Vienna                                                                 | Austria                                                                | 1 – 1                                                                  | Svezia                                                                 | Qual. Euro 2016                                                        | -                                                                      | Cap.                                                                   |
| 9-10-2014                                                              | Chișinău                                                               | Moldavia                                                               | 1 – 2                                                                  | Austria                                                                | Qual. Euro 2016                                                        | -                                                                      | Cap.                                                                   |
| 12-10-2014                                                             | Vienna                                                                 | Austria                                                                | 1 – 0                                                                  | Montenegro                                                             | Qual. Euro 2016                                                        | -                                                                      | Cap.                                                                   |
| 15-11-2014                                                             | Vienna                                                                 | Austria                                                                | 1 – 0                                                                  | Russia                                                                 | Qual. Euro 2016                                                        | -                                                                      | Cap.                                                                   |
| 18-11-2014                                                             | Vienna                                                                 | Austria                                                                | 1 – 2                                                                  | Brasile                                                                | Amichevole                                                             | -                                                                      | Cap.                                                                   |
| 27-3-2015                                                              | Vaduz                                                                  | Liechtenstein                                                          | 0 – 5                                                                  | Austria                                                                | Qual. Euro 2016                                                        | -                                                                      | Cap.                                                                   |
| 14-6-2015                                                              | Mosca                                                                  | Russia                                                                 | 0 – 1                                                                  | Austria                                                                | Qual. Euro 2016                                                        | -                                                                      | Cap.                                                                   |
| 5-9-2015                                                               | Vienna                                                                 | Austria                                                                | 1 – 0                                                                  | Moldavia                                                               | Qual. Euro 2016                                                        | -                                                                      | Cap.                                                                   |
| 8-9-2015                                                               | Stoccolma                                                              | Svezia                                                                 | 1 – 4                                                                  | Austria                                                                | Qual. Euro 2016                                                        | -                                                                      | Cap.                                                                   |
| 9-10-2015                                                              | Podgorica                                                              | Montenegro                                                             | 2 – 3                                                                  | Austria                                                                | Qual. Euro 2016                                                        | -                                                                      | Cap.                                                                   |
| 12-10-2015                                                             | Vienna                                                                 | Austria                                                                | 3 – 0                                                                  | Liechtenstein                                                          | Qual. Euro 2016                                                        | -                                                                      | Cap.                                                                   |
| 17-11-2015                                                             | Vienna                                                                 | Austria                                                                | 1 – 2                                                                  | Svizzera                                                               | Amichevole                                                             | -                                                                      | Cap.                                                                   |
| 26-3-2016                                                              | Vienna                                                                 | Austria                                                                | 2 – 1                                                                  | Albania                                                                | Amichevole                                                             | -                                                                      | Cap. 46’                                                               |
| 29-3-2016                                                              | Vienna                                                                 | Austria                                                                | 1 – 2                                                                  | Turchia                                                                | Amichevole                                                             | -                                                                      | Cap.                                                                   |
| 4-6-2016                                                               | Vienna                                                                 | Austria                                                                | 0 – 2                                                                  | Paesi Bassi                                                            | Amichevole                                                             | -                                                                      | Cap.                                                                   |
| 14-6-2016                                                              | Bordeaux                                                               | Austria                                                                | 0 – 2                                                                  | Ungheria                                                               | Euro 2016 - 1º turno                                                   | -                                                                      | Cap.                                                                   |
| 18-6-2016                                                              | Parigi                                                                 | Portogallo                                                             | 0 – 0                                                                  | Austria                                                                | Euro 2016 - 1º turno                                                   | -                                                                      | Cap. 60’                                                               |
| 22-6-2016                                                              | Saint-Denis                                                            | Islanda                                                                | 2 – 1                                                                  | Austria                                                                | Euro 2016 - 1º turno                                                   | -                                                                      | Cap.                                                                   |
| Totale                                                                 |                                                                        | Presenze                                                               | 78                                                                     |                                                                        | Reti                                                                   | 1                                                                      |                                                                        |

## Palmarès

### Club

#### Competizioni nazionali
- Supercoppa di Germania: 1

Schalke 04: 2011
- Campionato inglese: 1

Leicester City: 2015-2016
- Coppa d'Inghilterra: 1

Leicester City: 2020-2021